# تقارير إلكترونية
التقارير الإلكترونية (مشروع e-Report) - الحلقات الدراسية الظاهرية بين الدول: دعم التعليم الإلكتروني لمجموعات الرعاية والتعليم - عبارة عن مشروع إلكتروني (يتم تمويله من خلال الاتحاد الأوروبي - برنامج ليوناردو دافينشي (EAC/11/04)، 2005 – الإجراء "ج") يهدف إلى إنشاء مركزًا للمواد المرجعية يتعلق بتطوير أساليب إبداعية في مجال نظام التعليم الإلكتروني للمشروعات التعليمية والتعليم عن بعد كذلك فيما يتعلق بالتعليم المهني (VET). ويتم الدمج بين أنشطة الأبحاث والتجارب والتحليل مع استخدام تقنيات المعلومات والاتصالات بالإضافة إلى الاستخدام المكثف لأنشطة التعليم ومجموعات التعليم وحلقات الدراسة الظاهرية بين الدول.

## المشاركون في المشروع
تتكون شبكة المشروع مما يلي:
- Università degli Studi di Palermo (جامعة باليرمو)، COT (Centro di Orientamento e Tutorato – مركز الإرشاد والتعليم)، باليرمو، إيطاليا.
- جامعة سالزبيرج - Zentrale Servicestelle für Flexibles Lernen und Neue Medien (مركز التعليم الحر)، سالزبيرج، النمسا.
- Studien und Management Center (مركز SMC للدراسات والإدارة) Saalfelden GmbH، النمسا.
- Confederación Empresarial de la Provincia de Alicante – الاتحاد التجاري لمقاطعة أليكانتي (COEPA) نسخة محفوظة 25 أكتوبر 2005 على موقع واي باك مشين.، إسبانيا.
- EUREKA - مركز التدريب، باليرمو، إيطاليا.
- Universitatea «Politehnica» din Timisoara/جامعة تيميشوارا للفنون المتعددة، رومانيا.
- Departamentul de Educatie Permanenta/مركز التعليم المستمر في تيميشوارا نسخة محفوظة 6 أغسطس 2006 على موقع واي باك مشين.، رومانيا.
- (GVU) Högskolan på Gotland/كلية جوتلاند، السويد.
- إدارة التعليم والمعلومات والإدارة والأخلاقيات (LIME) نسخة محفوظة 19 فبراير 2008 على موقع واي باك مشين. - Karolinska Institutet (KI) - السويد.

## أهداف المشروع
يهدف مشروع التقرير الإلكتروني إلى إعداد مركز اتصالات يحتوي على الموارد المرجعية فيما يتعلق بتطوير طرق إبداعية في مجال نظام التعليم الإلكتروني للتعليم عن بعد في التعليم المهني. وهو يشير إلى أنشطة الأبحاث والتجريب والتحليل فيما يتعلق بتطوير طرق ومحتويات إبداعية في مجال التعليم الإلكتروني، بهدف إنشاء طريقة لنظام التعليم عن بعد، تجمع بين استخدام تقنيات المعلومات والاتصالات مع أنشطة التعليم ومجموعات التعليم وحلقات الدراسة الظاهرية بين الدول.
وتتمثل الأهداف المحددة للمشروع فيما يلي:
- تحليل اتجاهات التطوير لاستخدام تقنيات المعلومات والاتصالات من أجل أنظمة التدريب / التعليم في 4 دول أوروبية (النمسا وإيطاليا ورومانيا والسويد)،
- استكشاف العلاقات بين التدريب والإمداد التعليمي للدول المشاركة والاحتياجات الرئيسية لأنظمة التعليم المهني القومية في مجال التعليم الإلكتروني والتعليم عن بعد،
- إعداد مركز لمواد وأدوات التعليم والإرشاد المشتركة، والتي تفيد في التعليم والتدريب بين الدول عبر الإنترنت؛
- معرفة كيفية استيراد المحتويات المتوافقة مع المعايير في منصات التعليم الإلكتروني المتواجدة،
- تحسين نظام إدارة التعليم (LMS) لمجموعة من البرامج الأساسية حتى يتسنى إدارة حلقة الدراسة الظاهرية بين الدول عبر الشبكة الداخلية وشبكة الإنترنت، حيث يتم وضع المركز الذي يتم إنشاؤه من خلال أنشطة المشروع،
- استخدام المواد المرجعية بطريقة تجريبية لأنشطة التعليم والإرشاد في مجال التعليم الإلكتروني بين الطلبة والمعلمين من أجل تطوير حلول التعليم القياسية في هذا المجال، مع وضع الفروق الفردية والاحتياجات الخاصة في الاعتبار،
- اختبار صلاحية أساليب وأدوات التعليم/التدريب لحلقة الدراسة الظاهرية بين الدول،
- الترويج للتعاون بين دول الاتحاد الأوروبي والقطاعين العام والخاص، والجامعات والمراكز المهنية في هذا المجال،
- نقل الأسلوب الذي يتم تطويره إلى مجال التدريب المهني.

## وصف المشروع
هناك أربع حزم أعمال تساهم في تنفيذ أهداف المشروع.

### حزمة الأعمال الأولى
تهدف حزمة الأعمال الأولى (WP1 - تحليل السياق) إلى مقارنة ودراسة الاتجاهات التطويرية للدورات المتاحة عبر الإنترنت في أنظمة التعليم المهني القومية للشركاء، حيث يتم تنفيذ دراسة أولية. ومن خلال نتائج هذه الدراسة، يتم تحديد الاحتياجات الرئيسية لأنظمة التعليم المهني القومية ومقارنتها بين أربع دول أوروبية.

ولتحقيق هذه الأهداف، يتم تنفيذ إجراءين رئيسيين.

الإجراء الأول: تقييم الميزات الكمية/النوعية للدورات المتاحة على الإنترنت التي يتم توفيرها من خلال الجامعات والمؤسسات المهنية (OB1) من خلال استبيانات عبر الإنترنت يتم إجراؤها على عينة مكونة من 60 جامعة ومركزًا مهنيًا (انظر الجدول 1). تم تطوير ثلاثة أنواع من الاستبيانات (6 نماذج):
- الاستبيان (أ) (1 و2) للمسئولين عن الدورات المتاحة عبر الإنترنت للجامعات (الاستبيان 1أ) والمراكز المهنية (الاستبيان 2أ). وهو مكون من قسمين (القسم الأول: معلومات عامة حول سياسات التعليم في الجامعات والمراكز المهنية، القسم الثاني: معلومات عامة حول الدورات المتاحة عبر الإنترنت التي يتم تنفيذها من خلال الجامعات / المراكز المهنية).
- الاستبيان(ب) (1 و2) للمعلمين / المدربين في الدورات المتاحة عبر الإنترنت للجامعات (الاستبيان 1ب) والمراكز المهنية (الاستبيان 2ب). وهو مكون من ثلاثة أقسام (القسم الأول: معلومات عامة حول المعلم / المدرب، القسم الثاني: معلومات حول الدورات الرئيسية التي يتم تنفيذها عبر الإنترنت، القسم الثالث: الآراء المتعلقة بالتدريب عبر الإنترنت).
- الاستبيان(ج) (1 و2) للطلاب المشاركين في الدورات المتاحة عبر الإنترنت للجامعات (الاستبيان 1ج) والمراكز المهنية (الاستبيان 2ج). وهو مكون من ثلاثة أقسام (القسم الأول: معلومات عامة حول الطالب، القسم الثاني: معلومات حول الدورات الرئيسية التي تم حضورها عبر الإنترنت، القسم الثالث: الآراء المتعلقة بالتدريب عبر الإنترنت).

ويتم تنفيذ الاستبيانات على عينة مكونة من 150 مسئولاً ومعلمًا / مدربًا و300 طالب ينتمون إلى الدول المشاركة في المشروع (انظر الجدولين 2 و3).
الإجراء الثاني: تحديد الاحتياجات الرئيسية للطلاب الذين يحضرون الجامعات والمراكز المهنية فيما يتعلق بمجال التعليم. وسيتم تطوير استطلاع رأي، يهدف إلى تقييم: (أ) احتياجاتهم (على سبيل المثال، تطوير استخدام تقنيات المعلومات والاتصالات فيما يتعلق بتدريبهم أو تحسين ظروف التنقل الظاهري)، (ب) مصالحهم (على سبيل المثال، أنواع الدورات التي يرغبون في تطويرها)، (ج) مواقفهم تجاه استخدام تقنيات المعلومات والاتصالات، (د) تأثير نقص الكفاءات القائمة على الكمبيوتر (على سبيل المثال، عدم القدرة على استخدام جهاز الكمبيوتر) على الاتجاهات نحو الدورات المتاحة عبر الإنترنت.
وسيتم تنفيذ الاستبيانات عبر الإنترنت وعبر البريد على عينة مكونة من 320 طالبًا يتم اختيارهم من عينة الجامعات والمدارس المهنية المشار إليها أعلاه، حيث يتم اختيار 80 طالبًا من كل دولة (50 من الجامعات و30 من المدارس المهنية) وسيتم تكوين تلك المجموعة بنسبة: الطلاب الذين لم يحضروا أي دورات تدريبية عبر الإنترنت من قبل (160) والطلاب الذين حضروا دورات عبر الإنترنت مرة واحدة على الأقل (160).
وفي النهاية، يتم تنفيذ مقابلات عبر الهاتف مع المسئولين والخبراء والمعلمين والمدربين (العدد=52)، حيث تهدف إلى التعرف على بعض مؤشرات الحاجة إلى تحسين إمدادات الدورات المتاحة عبر الإنترنت لكل دولة.

الجدول 1. تكوين عينة الجامعات / المدارس المهنية
|                 | النمسا | إيطاليا | رومانيا | السويد | الإجمالي |
| --------------- | ------ | ------- | ------- | ------ | -------- |
| الجامعات        | 9      | 9       | 9       | 9      | 36       |
| المدارس المهنية | 6      | 6       | 6       | 6      | 24       |
| الإجمالي        | 15     | 15      | 15      | 15     | 60       |

الجدول 2. تكوين عينة المدربين والمعلمين والخبراء والمسئولين
|                 | النمسا | إيطاليا | رومانيا | السويد | الإجمالي |
| --------------- | ------ | ------- | ------- | ------ | -------- |
| الجامعات        | 25     | 25      | 25      | 25     | 100      |
| المدارس المهنية | 13     | 13      | 13      | 11     | 50       |
| الإجمالي        | 38     | 38      | 38      | 36     | 150      |

الجدول 3. تكوين عينة طلاب الجامعات / المدارس المهنية
|                 | النمسا | إيطاليا | رومانيا | السويد | الإجمالي |
| --------------- | ------ | ------- | ------- | ------ | -------- |
| الجامعات        | 50     | 50      | 50      | 50     | 200      |
| المدارس المهنية | 25     | 25      | 25      | 25     | 100      |
| الإجمالي        | 75     | 75      | 75      | 75     | 300      |

### حزمة الأعمال الثانية
حزمة الأعمال الثانية (WP2 - إنتاج أدوات الإرشاد والتعليم) تهدف إلى توفير مواد التعليم والإرشاد والتدريب بالتنسيق الرقمي، والتي تناسب التعليم عن بعد عبر شبكة الإنترنت وتدمج منهجيات مثل التعليم الإلكتروني وتعليم النظراء ومجموعة التعليم وحلقات الدراسة الظاهرية بين الدول. وسيتم إنتاج هذه المجموعة من المواد (4 مقاطع فيديو و10 دورات عبر الإنترنت) على أساس التبادل الدولي ونشر الممارسات الجيدة من أجل تطوير الأساليب والأدوات في مجال التعليم عن بعد.

وسيكون طول مقطع الفيديو 20 دقيقة، وسوف يقدم للتعليم الإلكتروني في الجامعات وعروض مشروع Erasmus. وسيتم تقسيمه إلى فصول، وستتم إتاحته من خلال شبكة الإنترنت، باستخدام قناة تدفق webTV التلفازية، والتي تم تطويرها من خلال جامعة باليرمو، ولكن سيتاح كذلك على قرص DVD ليناسب الطلاب الذين يرغبون في استخدامه من خلال المشغلات في المنزل. وسيتاح الإصدار المتاح عبر الإنترنت من الفيديو باستخدام تنسيق ملفات مفتوح المصدر لتحسين الجودة وإمكانية مشاركة المحتويات ذاتها.

وستقوم كل جامعة بإنتاج دورتين، حيث تقوم تلك الدورات على مفهوم التعليم الإلكتروني، ويتم استخدامها على منصة نظام إدارة التعليم مع التركيز على مفهومين تعليميين رئيسيين:
1. تقوم مجموعة التطوير بفحص الطوبولوجيا وجودة ملفات التعليم، حسب الوسائط الجديدة التي تم تبنيها،
2. وفي نفس الوقت، يكون التركيز الرئيسي على التفاعل بين المستخدمين والأنشطة التي ستتاح عبر الإنترنت.

على أساس ما تم الاتفاق عليه بين الشركاء، سيكون التعليم هو العامل الرئيسي لكل إجراء تعليم إلكتروني يتم تطويره أثناء المشروع.

وقد قامت جامعة باليرمو بطرح إصدار خاص من نظام إدارة التعليم الخاص بها، يطلق عليه اسم Tutorfad (اعتمادًا على نظام إدارة التعليم موودل)، للسماح بمجموعة التقارير الإلكترونية بالاعتماد على منصة التطوير والتبادل الخاصة بها لاختبار الدورات التي يتم تطويرها أثناء المشروع.

### حزمة الأعمال الثالثة
مجموعة العمل الثالثة (WP3 - الاختبار والتقييم)، سيتم اختبار المركز المشترك لمواد وأساليب الإرشاد والتعليم من خلال عينة من المعلمين والطلاب من خلال استخدام نظام إدارة التعليم (القائم على Moodle). وبالإضافة إلى ذلك، ستتم تجربة إمكانية النقل من المركز إلى مجال التدريب المهني كذلك.

ولتحقيق هذه الأهداف، سيتم تنفيذ إجراءين رئيسيين.
- الإجراء الأول: اختبار المركز من خلال عينة مكونة من 120 طالبًا يحضرون دورات في الجامعات المشاركة. ولكل دورة (من الدورات الثمانية)، سيتم تعيين مجموعة مستهدفة مكونة من 15 طالبًا (10 طلاب ينتمون إلى الدولة التي قامت بتطوير الدورة و5 طلاب من الدول الأخرى المشاركة - "طلاب التنقل الظاهري"). ومن أجل تحسين الحافز لدى الطلاب تجاه تجريب هذه العمليات المتعلقة بالتنقل الظاهري، سيتم تسجيل الدورات التي يتم حضورها عبر نظام لنقل الأرصدة (مثل نظام نقل الأرصدة الأوروبي). وسوف تساهم نتائج مرحلة الاختبار في تعريف التكوين النهائي لنظام إدارة التعليم ومركز حلقة الدراسة الظاهرية بين الدول.
- الإجراء الثاني: اختبار المركز من خلال عينة أخرى من الطلاب يحضرون دورات مراكز التدريب المهني عبر الإنترنت. ولهذا الغرض، سيقوم 5 من المراكز المهنية والمنظمات (التي تنتمي إلى إيطاليا والنمسا وإسبانيا ورومانيا والسويد) باختيار دورة من المركز، وسيتم اختبار الدورة المتاحة عبر الإنترنت من خلال عينة من 15 فردًا ينتمون إلى المجموعة المستهدفة للمركز (إجمالي رقم العينة = 75). وفي نهاية الاختبار، سيتم تقييم النتائج من أجل فهم الفرص المتاحة لتعميم ونقل المركز إلى مجال التدريب المهني.

### حزمة الأعمال الرابعة
حزمة الأعمال الرابعة (خطة التقييم). يخضع المشروع لخطة تقييم طوال دورة حياته، تتكون من أنشطة استفادة ونشر مختلفة للنتائج المتوسطة والنهائية.
فيما يتعلق بالاستفادة، سيتم تنفيذ الإجراءات التالية:
إدارة الاستبيانات وجداول التقييم، وتحليل احتياجات الطلاب والمدربين / المعلمين والمسئولين (انظر حزمة الأعمال الأولى)، والتوصل إلى مجموعات المنتدى بين المعلمين والخبراء والمدرسين، والتوصل إلى مجموعات المنتدى بين الطلاب، واختبار مركز المشروع، وتقييم ومراقبة أساليب التدريب في الجامعات والمراكز المهنية، والتوصل إلى مجموعات التركيز مع المستخدمين النهائيين، ومشاركة المساهمين والاستشارات.

فيما يتعلق بالنشر: التقارير (المحلية والقومية والمتداولة بين الدولية)، والمشاركة في المؤتمرات (المحلية والقومية وبين الدول)، والاجتماعات بين الدولية في كل دولة من الدول المشاركة، ومواقع الويب، والمنشورات العملية (القومية وبين الدولية)، مثل الدراسات أحادية الموضوع، والمنشورات في مجلات المراجعات والمجلات العادية، والحصول على أنشطة الإرشادات (على سبيل المثال، مقاطع فيديو الإرشادات، ومركز الإرشادات في المنصة)، والتي تهدف إلى الترويج لمخرجات المشروع كذلك، والحصول على النشرة الإلكترونية نصف السنوية باللغة الإنجليزية (تنشر على موقع الويب)، وتوزيع الأقراص المضغوطة / أقراص DVD (قرص مضغوط / قرص DVD واحد يهدف إلى عرض المشروع، باللغة الإنجليزية ولغة الدولة المشاركة، و4 أقراص مضغوطة / أقراص DVD إرشادية تهدف إلى عرض الدورات المتاحة على الإنترنت وبرامج التبادل الدولي للجامعات).

## وصلات خارجية
- IEEE Learning Technology - Volume 9 Issue 1 - January 2007
- The NETTIES Conference 2006
- Distance-Educator.com